# Carlo Abarth
Karl (Carlo) Alberto Abarth, né à Vienne (Autriche) le 15 novembre 1908 et mort dans cette même ville le 24 octobre 1979, est un constructeur et préparateur de voitures de sport, fondateur de la marque Abarth.

## Biographie
Abarth naît à Vienne, à l'époque de l'Empire austro-hongrois, d'un père italien, également prénommé Karl, et de Dora Taussig. Il a une sœur aînée, Anna.
Adolescent, il travaille pour Carrozzeria Castagna, en Italie (1925-1927).
À 15 ans, il s'inscrit dans un club de motocyclistes et prend part à quelques compétitions. Après un grave accident à Linz, il abandonne la course à moto et il conçoit un sidecar (1933).
C'est en 1945 qu'il décide d'émigrer en Italie, à Merano, dans la région du Haut-Adige, près de l'Autriche, où il prend la nationalité italienne et modifie son prénom Karl, à consonance allemande, pour l'italianiser en Carlo.
Connu pour ses pots d'échappement au bruit si caractéristique, il sera recruté par le constructeur italien Cisitalia où il participa à la mise au point de la voiture de course Cisitalia 360 Grand Prix. Il deviendra ensuite le directeur sportif de l'écurie Cisitalia entre 1946 et 1948. Lorsqu'en 1949, Cisitalia abandonne la compétition, Carlo Abarth s'associe avec Armando Scagliarini pour fonder la société Abarth & C dont le siège et les ateliers seront implantés à Turin, Via Trecate 10.